# Kadua laxiflora
Kadua laxiflora är en måreväxtart som beskrevs av Horace Mann. Kadua laxiflora ingår i släktet Kadua och familjen måreväxter. Inga underarter finns listade i Catalogue of Life.